# Reynaldo Güeldini
Reinaldo Gueldini (también grafado como Reynaldo Güeldini - São Vicente, 5 de enero de 1954) es un exfutbolista brasileño que jugó de delantero. Actualmente entrena al Brasiliense.

## Clubes
- Itumbiara (1974)
- Atlético Clube Goianiense (1975 - 1976)
- America Football Club (1976 - 1978)
- Flamengo (1979 - 1980)
- Leones Negros de la Universidad de Guadalajara (1980 - 1983)
- Club de Fútbol Monterrey (1983 - 1984)
- Leones Negros de la Universidad de Guadalajara (1984 - 1985)
- Club de Fútbol Monterrey (1986 - 1987)
- Tampico Madero Fútbol Club (1987 - 1989)